# لی برگ
لی برگ (انگلیسی: Lee Burge؛ زادهٔ ۹ ژانویهٔ ۱۹۹۳) بازیکن فوتبال اهل بریتانیا است.
از باشگاه‌هایی که در آن بازی کرده‌است می‌توان به باشگاه فوتبال نانیتون تاون و باشگاه فوتبال کاونتری سیتی اشاره کرد.